# رتنباخ (شوابن)
رتنباخ (به آلمانی: Rettenbach) یک شهر در آلمان است که در گونتسبورگ واقع شده‌است.